# Gail Marquis
Gail Annette Marquis (New York, 18 novembre 1954) è un'ex cestista statunitense, medaglia d'argento alle olimpiadi del 1976.

## Carriera
Con gli Stati Uniti ha disputato i Giochi olimpici di Montréal 1976.